# علی طالب‌آبادی
علی طالب‌آبادی (متولد ۲۱ شهریور ۱۳۵۵) فیلم‌نامه‌نویس ایرانی است
وی فعالیت سینمایی خود را در سال ۱۳۷۱ با حضور در گروه فنی فیلمبرداری آغاز نمود. پس از آن به تجربه در شاخه‌های مختلف در زمینه عکاسی، فیلم کوتاه، تیاتر و تلویزیون پرداخت و از سال ۱۳۸۷ با فیلم تلویزیونی " اگر باران ببارد " به عنوان فیلم نامه‌نویس شناخته شد.
او تجربه تهیه‌کنندگی و کارگردانی و طراحی صحنه آثار تلویزیونی را در کارنامه خود دارد.

## نویسنده
1. سریال جزیره (۱۴۰۰)
2. ماهی سیاه کوچولو (فیلم) (۱۳۹۳)
3. زندگی مشترک آقای محمودی و بانو (۱۳۹۱)
4. سایه (فیلم تلویزیونی) (۱۳۹۱)
5. سپیده (فیلم تلویزیونی) (۱۳۹۰)
6. کمی دورتر (فیلم تلویزیونی) (۱۳۹۰)
7. زندگی خصوصی آقا و خانم میم (۱۳۹۰)
8. اگر باران ببارد (فیلم تلویزیونی) (۱۳۸۶)

## گروه فنی فیلمبرداری
1. اعتراف (فیلم ۱۳۷۵)